# Peter Bonsall-Boone
Peter "Bon" Bonsall-Boone  (1938 - 19 de mayo de 2017) fue un activista australiano de derechos LGBT. Fue miembro fundador de la Campaña Contra la Persecución Moral (CAMP) y participó en el primer Mardi Gras de Gays y Lesbianas de Sydney .

## Biografía
Peter nació en 1938 y creció en Gladesville. Cuando cumplió 18 años cambió su apellido para incluir a sus padres, Winifred Bonsall y Michael Boone. A la edad de 19 años, en 1957, Bonsall-Boone fue condenado dos veces por actividad homosexual después de ser arrestado en distintas ocasiones en un baño público y en una estación de tren de Sydney, donde fue a encontrarse con otros hombres homosexuales. Más tarde dijo que estas convicciones le impidieron alcanzar su objetivo de convertirse en sacerdote anglicano; fue expulsado de su facultad de teología en 1962 cuando se descubrieron sus antecedentes penales. Conoció a su compañero de vida, Peter De Waal, en 1966, y ambos se convirtieron en miembros fundadores de la Campaña Contra la Persecución Moral (CAMP), una de las primeras organizaciones de derechos de los homosexuales en Australia. Bonsall-Boon estableció el subcomité religioso de CAMP conocido como Cross+Section  y se desempeñó como secretario de CAMP (1972-1974) y fue elegido copresidente en 1974. 
En 1972, Bonsall-Boone y De Waal aparecieron en un episodio de la serie documental de ABC Chequerboard que los mostraba besándose brevemente. Su beso ha sido reportado como el primer beso entre una pareja del mismo sexo en la televisión australiana.   En ese momento, Bonsall-Boone trabajaba como secretario de la Iglesia Anglicana de St Clements en el suburbio de Mosman en Sydney; perdió este trabajo como resultado de su aparición en televisión.  En 1973, Bonsall-Boone y De Waal establecieron una línea de ayuda LGBT llamada Phone-A-Friend desde su casa. En 1978, Bonsall-Boone participó en una protesta que más tarde sería reconocida como el Mardi Gras inaugural de gays y lesbianas de Sydney, y fue acusado después del evento. Bonsall-Boone formó parte del grupo conocido como los " 78ers " que participaron en los acontecimientos de Sydney en 1978, incluido el primer desfile de Mardi Gras de gays y lesbianas de Sydney, protestas en Darlinghurst, las comisarías centrales de policía y el Tribunal Central, y marchas por la ciudad.  Cuando a Bonsall-Boone le diagnosticaron cáncer en 2015, dijo que su último deseo era poder casarse con De Waal.  Hicieron campaña en el parlamento y escribieron al primer ministro Malcolm Turnbull en 2017 en un intento de legalizar el matrimonio entre personas del mismo sexo, señalando: "¡por favor, háganlo rápido ya que el tiempo de Bon se está acabando rápidamente!".  Bonsall-Boone murió el 19 de mayo de 2017, varios meses después de celebrar su 50 aniversario con De Waal. 

## Legado
En junio de 2017, Bonsall-Boone (póstumamente) y De Waal fueron admitidos como miembros de la Orden de Australia en los Honores del Cumpleaños de la Reina de 2017 "por su importante servicio a la comunidad como defensor y partidario LGBTQI, y a través de una variedad de funciones voluntarias". 